# Igreja em Steinhof
Kirche am Steinhof, também chamada Igreja de São Leopoldo, é o oratório da Igreja Católica romana de Otto-Wagner-Spital na área de Steinhof em Viena, Áustria. O edifício, projetado por Otto Wagner, é considerada uma das construções mais importantes da Art Nouveau vienense do mundo.

## Descrição
A igreja, situada a 310 metros (1 000 pé) acima do nível do mar, domina e faz parte do Hospital Psiquiátrico Steinhof; o nome oficial anterior era Niederösterreichische Landes-Heil- und Pflegeanstalt für Nerven- und Geisteskranke 'Am Steinhof (Instituição Estatal de Cura e Cuidados da Baixa Áustria para Doentes Neurológicos e Mentais, 'Am Steinhof'). Situa-se numa encosta (a Baumgartnerhöhe) abaixo do Galitzinberg, no 14º distrito de Viena, Penzing. Tem um estatuto separado como parte do hospital vizinho e não faz parte da Arquidiocese de Viena.

## Arquitetura
A igreja dedicada a São Leopoldo foi construída entre 1903 e 1907 pelo arquiteto Otto Wagner de 63 anos, com mosaicos e vitrais de Koloman Moser e anjos esculturais de Othmar Schimkowitz (1864-1947). A grande maioria dos outros pormenores menores são obra do próprio Otto Wagner. As estátuas das duas torres exteriores representam São Leopoldo e São Severino (esq. e dir., respetivamente: são os dois santos padroeiros da Baixa Áustria) e são obra do escultor vienense Richard Luksch (1872-1936).